# ルノー・ラグナ
ラグナ（LAGUNA）は、ルノーが製造・販売していた自動車である。

## 初代 (1993–2001年)
それまでのロウワーミドル・ルノー（Dセグメント）の主要車種、21の後継車として、1993年末に登場。日本へは1994年9月から当時のインポーターであるフランス・モーターズによって輸入・販売された。
ヨーロッパの実用車らしく5ドアのハッチバックボディを採用。後にワゴンボディの「ネバダ」が追加されるが、それまでのR21、R18、R12とは違い、最後まで4ドアノッチバックは設定されなかった。1998年夏にエクステリア、エンジン、ATなど数多くの改良が実施され、通称フェイズ・ツー（Phase2 ）と呼ばれるモデルへと進化した。
エクステリアはジウジアーロ率いるイタルデザインの直線基調スタイルだったR21に対し、曲線/曲面を多用した有機的なシェイプに、斬新でアグレッシブな意匠のフロントマスクを組み合わせた、パトリック・ル・ケモン率いる新生ルノースタイルの第一弾となった。インテリアもそれまでの直線的で独特のヒサシ付きインパネが消え、曲線的でモダンなものへと変更されている。ただしそれまで豊富だった物入れがほとんどなくなった。
エンジンは全て横置きとなり、ガソリンが1.8L、2.0L(F3R)の直4SOHCとV6 3.0L(Z7X)、 ディーゼルは2.2L 直4が初期のラインナップであった。1995年に当時提携話のあったボルボの「850」用 直5をベースとした1.9L DOHCが登場している。LPガス・ガソリン切り替え式バイフューエル車も用意されていた。
サフランと同じくドイツの有名チューナー・ハルトゲの手によりV型6気筒の3.0Lエンジンをツインターボ化し280馬力とした「Biturbo」バージョンも存在した。

### 日本仕様
- 日本では、当初2Lの「2.0 RXE」と「3.0 V6」(ともに右ハンドル)から輸入開始され、後に高級仕様「バカラ」の2.0L(左右選択可)、3.0L(左のみ)と廉価版「2.0 RT(右のみ)」に変更、更に次の年度は2.0L「バカラ」の左ハンドルのみ、と仕様が目まぐるしく変動した。この間「ネバダ」も極少量がサンプル輸入された。

- フェイズ2では「2.0RTE(右ハンドル)」のみが輸入され、トランスミッションはすべて4段ATであった。

### エピソード
- 1994年当時、ルノーがF1エンジンを供給していたウィリアムズF1に所属していたデイモン・ヒルがシーズンオフにイギリスの高速道路でスピード違反を犯し免停処分を受けた。その時に乗っていた車がF1レーサーが好んで乗るスポーツカーではなく、この、ルノーから供与されたラグナであった。またアイルトン・セナも晩年はラグナを足車とし、重宝していた。
- 8代目マツダ・ファミリアにデザインがよく似ている。ラグナのデザイナー、パトリック・ル・ケモンは、ルノーに所属する以前はフォードに所属していた。

## 2代目 (2001-2007年)
ラグナは5ドアセダン/ワゴンとも2000年に初代の曲線基調から一転、硬質かつ優美な印象のスタイルに生まれ変わった。室内は質感を大幅に向上させ、イグニッションキーを使わず、専用のカードでエンジンを始動させるシステムが採用された。衝突安全性能などが向上しユーロNCAPで史上初めて5つ星評価を獲得し、以降ルノー＝「高い安全性」というイメージの牽引役となった。
2005年3月マイナーチェンジ版であるフェイズ2が登場。ヘッドライト、フロントバンパー、ボンネットなどが新意匠となりフロントマスクの印象が大きく変わっている。ハッチバックモデルはテールランプも新意匠となった。また欧州におけるディーゼルエンジン人気の影響で、1.6Lと1.8Lのガソリンエンジンが消滅した。

### 日本仕様
2.0Lエンジンがワゴンのみ、3.0Lエンジンがセダンとワゴンの両方に用意されていた。トランスミッションは2.0Lエンジン搭載車は4段AT、3.0Lエンジン搭載車はアイシンAW（現:アイシン）製の5段ATとなっている。いずれもハンドル位置は日本市場に対応した右側である。
日本市場における販売不振により後期型は導入されず、2006年に前期型在庫が全てなくなった時点で日本における販売を終了した。

## 3代目（2007年-2015年)
2007年5月16日に写真の一部を公開し、2006年中盤以降急激に販売が落ち込むルノーの改革策「ルノー・コミットメント2009」の第一弾として注目を集めた。
2007年6月5日に詳細を正式発表し、9月に開催されたフランクフルトモーターショーで一般公開され、フランスをはじめとするヨーロッパでは10月より発売を開始した。運転する楽しさ、品質、安全性の3つを重視したエレガントなスタイルを実現。品質とサービスの両面でDセグメントでトップ3にランクされることをめざしたルノーの戦略車として開発された。ボディタイプは従来型と同じく5ドアハッチバックとステーションワゴンで、プラットフォームは2代目日産・ティアナや3代目ルノーサムスン・SM5と共通のDプラットフォームを採用。但し、リヤサスペンションはマルチリンクではなくトーションビームである。
この3代目ラグナはフランス・オート・ノルマンディーにあるAubevoyeテクニカルセンターで、電磁波適合性測定装置を車両開発に使った最初のモデルである。エンジンは直4ガソリンとディーゼルが用意され、トランスミッションは6速のマニュアルまたはオートマチックが組み合わせられる。
2ドアクーペは2007年のフランクフルトモーターショーで公開されたコンセプトカー「フルーエンス・コンセプト」をベースとしており、2008年のカンヌ映画祭やF1モナコグランプリに登場。エンジンは235hp(173kW)を発生する新開発のV6ターボ・ディーゼル日産・V9Xを初めて搭載するモデルとなった。
2009年12月にラグナの4ドアセダン版にあたるルノーサムスン・SM5が韓国で発表され、同年6月にそのルノー版であるラティテュードが登場する。
2010年のパリサロンで、マイナーチェンジ版であるフェイズ2が登場。ヘッドライトやフロントバンパーが新意匠となりフロントマスクの印象が大きく変わっている。またトリムが見直されExpression, Black Edition, Eco Business, Bose, GT 4Control, Initialeの6つが設定された。
2015年、タリスマンをラティテュードとの統合後継車種に据え、廃止された。

## イギリスツーリングカー選手権(BTCC)での活動
- 1994年 昨年までのルノー・19に代わって参戦を開始。ボディーカラーはイエロー。ドライバーはアラン・メニュと1992年BTCCチャンピオンのティム・ハーベイ。メニュが2勝してシリーズ2位を獲得。ハーベイもこの年1勝している。チーム運営はルノー・スポール。

- 1995年 シーズンを通して2台参戦。ドライバーはアラン・メニュと1991年のチャンピオンウィル・ホイ。ドライバータイトルはボクスホール・キャバリエのジョン・クレランドに奪われたものの、メニュがシリーズ2位。ホイも4位に入りチームタイトルを獲得した。この年からウィリアムズがルノーのBTCCチームの運営を担当することになった。

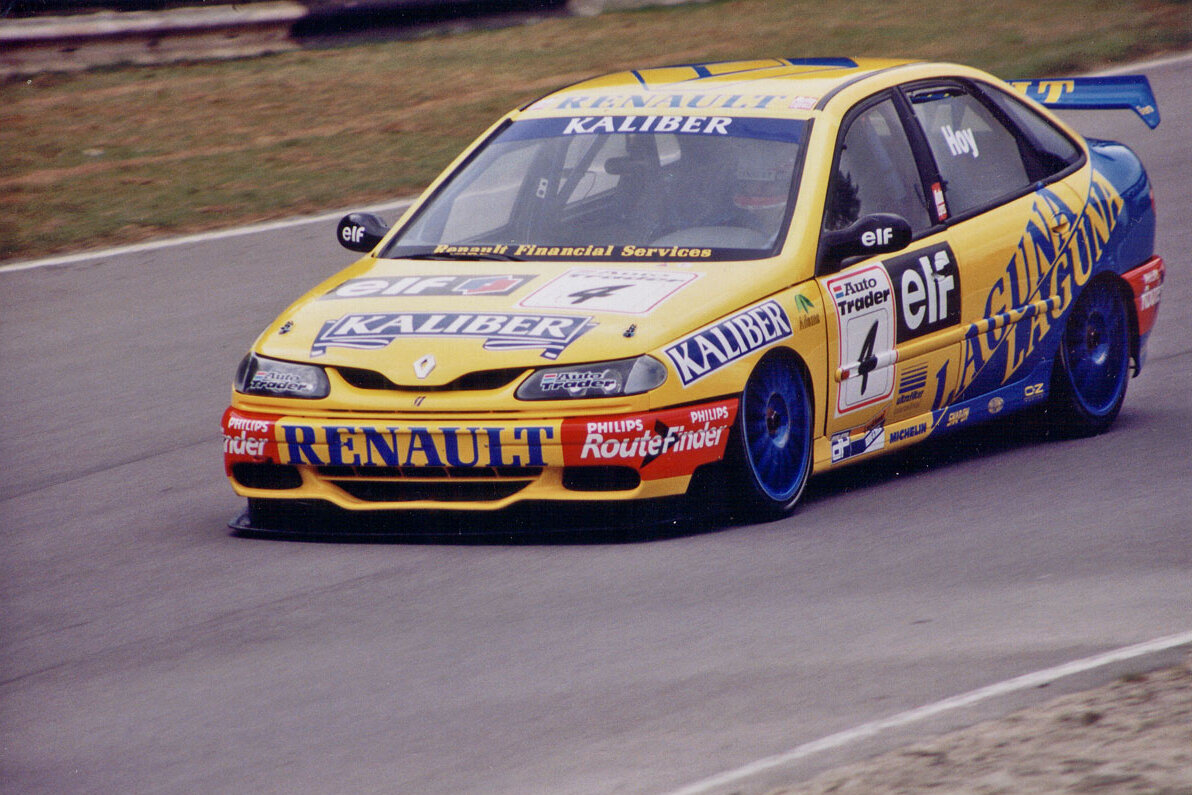
ウィル・ホイの96年ラグナ。翌年ホイは移籍したが、再び99年シーズン途中からラグナをドライブすることになった。

- 1996年 シーズン通して2台参戦。ドライバーは昨年に引き続き、アラン・メニュとウィル・ホイ。この年もアウディ・A4のフランク・ビエラに次いで、メニュがドライバーランキング2位を獲得した。

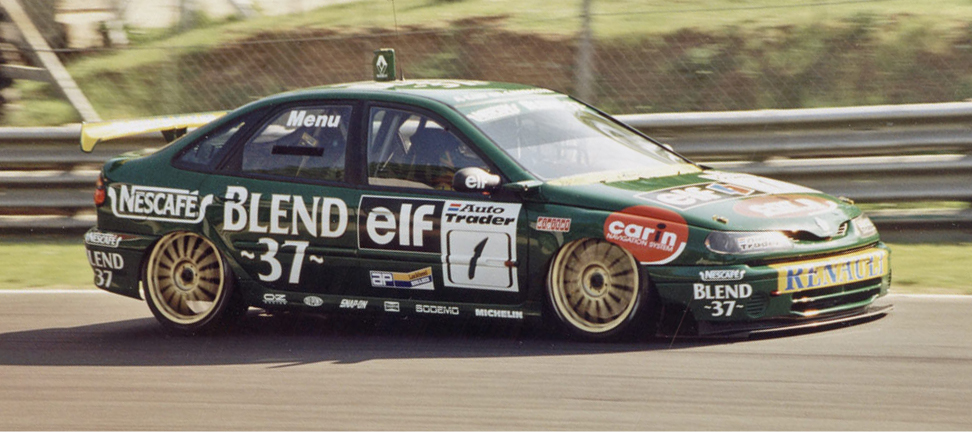
アラン・メニュの1998年BTCCラグナ。前年のチャンピオンである事を示すゼッケン1をつけている。メニュは翌年フォードに移籍した。

- 1997年 2台フル参戦。ドライバーはアラン・メニュとこの年からBTCCに参戦を開始し、2019年現在もBTCCで活躍しているジェイソン・プラト。この年のラグナは圧倒的な強さをみせ、他メーカーを圧倒。メニュが12勝を記録して悲願のシリーズチャンピオンを獲得。2度目のチームタイトルも獲得し、プラトもデビューイヤーだったが、2勝してシリーズ3位を獲得した。

- 1998年 この年も2台がシーズンを通して参戦。ドライバーも前年に引き続き、アラン・メニュとジェイソン・プラト。メインスポンサーに新たにネスカフェを迎え、ボディーカラーがグリーンに変更された。この年はボルボ・S40のリカルド・リデルと日産・プリメーラのアンソニー・レイドの争いとなり、チャンピオン獲得はならなかったが、1年を通じて上位に付け、2人合わせて4勝を記録している。この年は自動車メーカーのサポートを受けないインディペンデントチームのDC・クック・モータースポーツに前年型のマシンを供給し、トミー・ラスタットがインディペンデント部門のチャンピオンを獲得した。

- 1999年 この年も2台がフル参戦。前年に引き続きメインスポンサーはネスカフェで、グリーンのボディーカラーだった。ドライバーは残留したジェイソン・プラトとF1に参戦経験を持つジャン＝クリストフ・ブイヨンのコンビとなった。プラトがシルバーストーンで優勝を飾ったが､この年は前年チームタイトルを獲得した日産が好調で他メーカーを圧倒。ルノーもこの1勝に留まり、同時に参戦コストも上昇した事からルノーワークスはこの年限りでBTCCから撤退した。インディペンデントチームからもラッセル・スペンスが前年型で参戦したが、シーズン途中のスネッタートン戦からウィル・ホイに交代。ホイは約2年ぶりにラグナのステアリングを握ることになった。

- 基本的にラグナはBTCCに重点を置いて参戦したが、1995年にはイタリア・スーパーツーリングカー選手権のヴァレルンガ戦にエントリーし、アラン・メニュとウィル・ホイがゲストドライバーとして参戦した。ホイは第1レースで5位。第2レースでは4位入賞を果たしている[2]。スウェーデンツーリングカー選手権 (STCC)にもプライベーターチームからアンデルス・ラーソンのドライブで、1996年及び1997年にフル参戦したが、プライベーター体制だったこともありBTCCのような好成績を残すことはできなかった。